# Chartreuse de Pleterje
 (février 2022).
Si vous disposez d'ouvrages ou d'articles de référence ou si vous connaissez des sites web de qualité traitant du thème abordé ici, merci de compléter l'article en donnant les références utiles à sa vérifiabilité et en les liant à la section « Notes et références ».
La chartreuse de Pleterje (slovène : Kartuzijanski samostan Pleterje) est un monastère de moines-ermites chartreux situé à Pleterje, près de Šentjernej en Slovénie. Fondée en 1407 et réoccupée par les chartreux en 1899, elle est aujourd'hui la seule chartreuse en activité de Slovénie.

## Histoire

### Première fondation

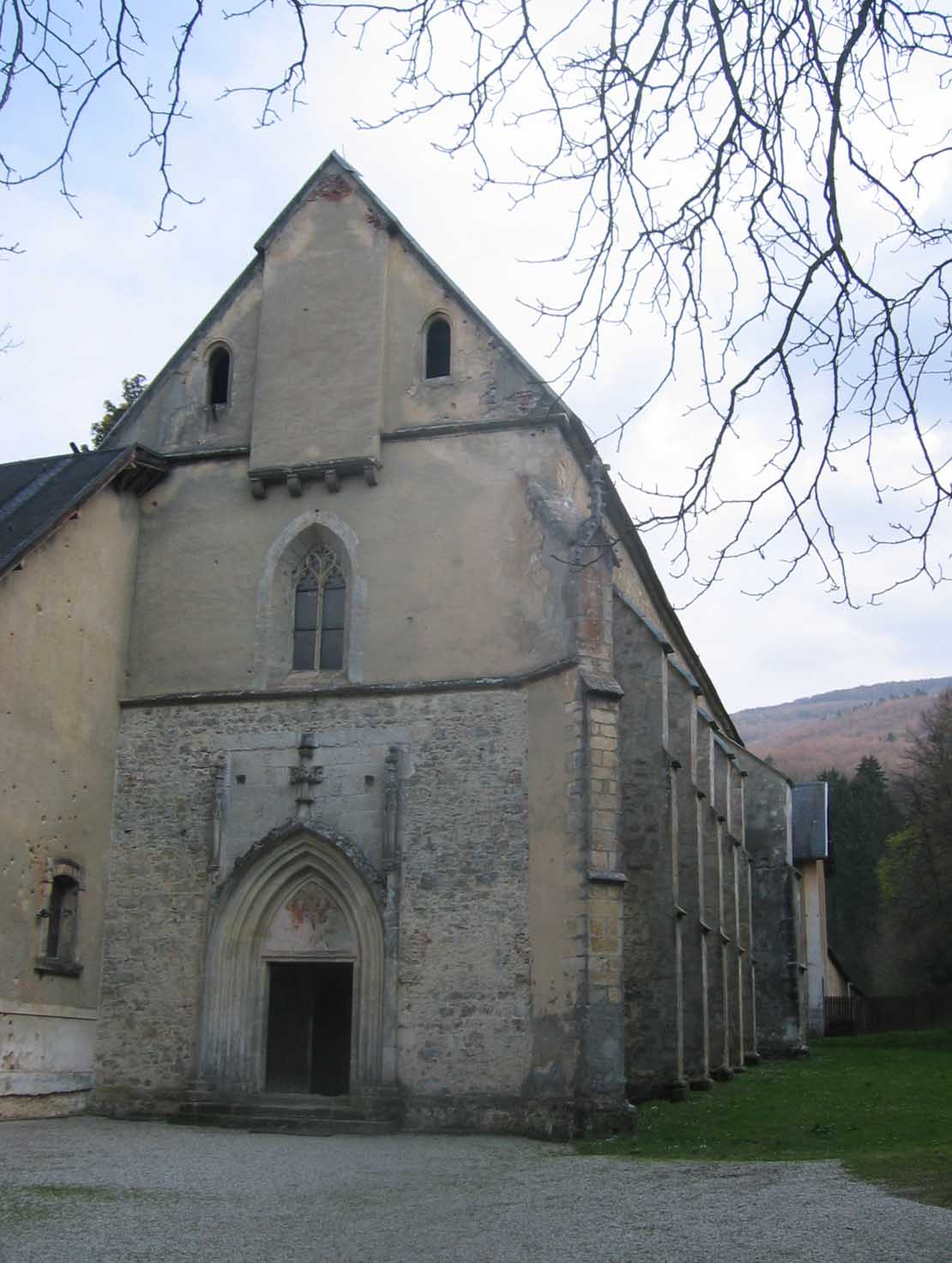
L'église médiévale

Le monastère, situé dans une vallée au pied des monts Gorjanci/Žumberak, a été fondé financièrement en 1403 par le comte Herman II de Celje, et sa construction achevée en 1407.
Le mystique et théologien Nicolas Kempf y a été moine de 1447 à 1451 puis de 1462 à 1467.
En 1471, une attaque ottomane détruit les bâtiments qui sont alors reconstruits d'une manière plus défensive et plus robuste.
Après une longue période de déclin, l'archiduc d'Autriche Ferdinand II offre le monastère aux Jésuites de Ljubljana en 1593 ou 1595, pour qu'ils y ouvrent un collège. Lorsque la Compagnie de Jésus est supprimée en 1773, Pleterje devient propriété de l'État. Finalement, en 1839, elle devient une propriété privée.

### Seconde fondation
En 1899, les chartreux acquièrent de nouveau le site. De 1900 à 1905, ils restructurent entièrement le monastère, conservant cependant certains bâtiments d'origine ancienne, tels que l'église, la sacristie et une partie de la salle capitulaire. En 1914, le P. Anizan y effectue une retraite, après avoir été démis de sa fonction de supérieur général des frères de Saint Vincent de Paul.
Durant la Seconde Guerre mondiale, la chartreuse subit de lourds dégâts après un incendie provoqué par des partisans communistes en 1943.

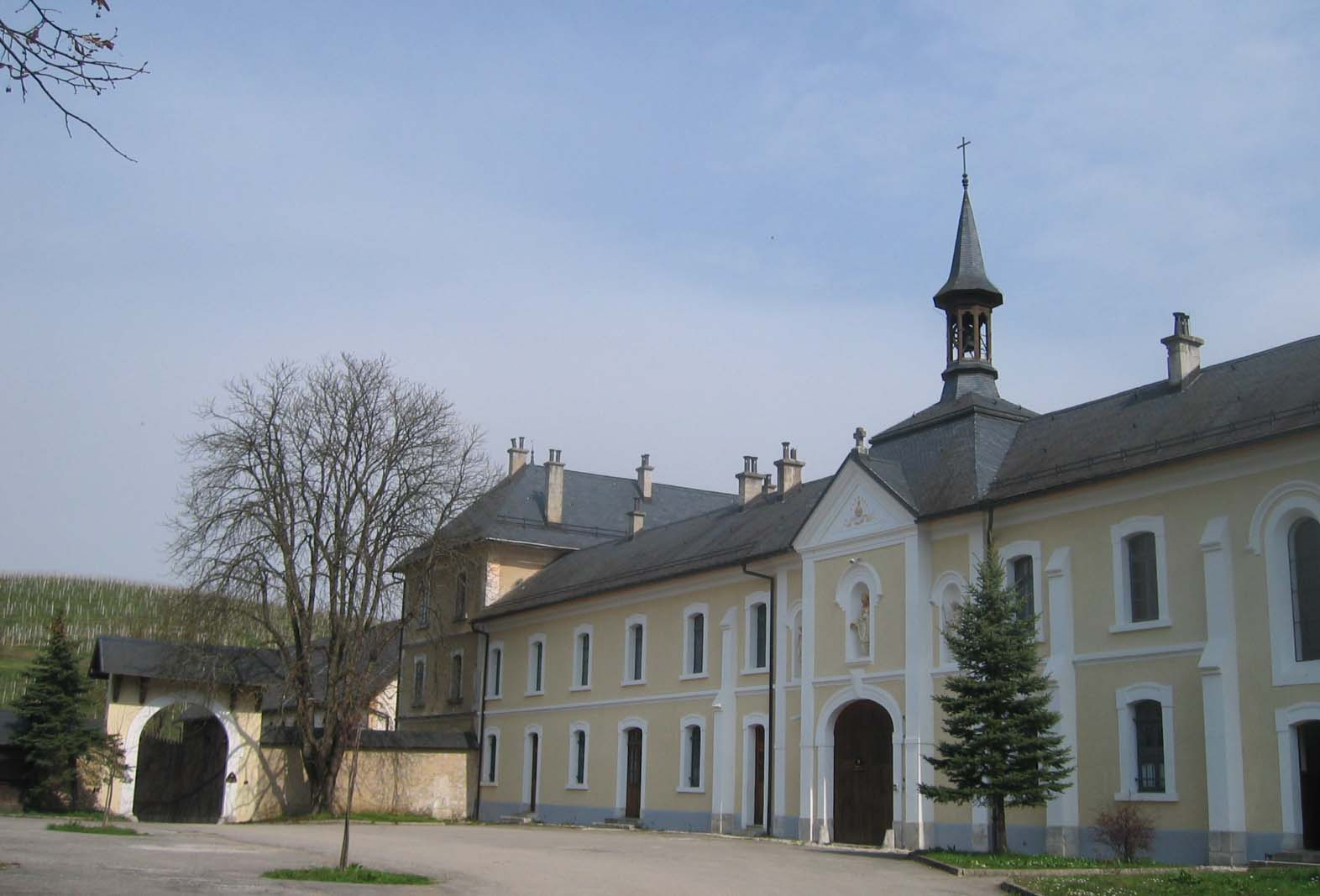
Bâtiment et portail d'entrée

Aujourd'hui, les vastes bâtiments, restés inchangés depuis le début du XXe siècle, sont toujours occupés par les ermites chartreux. Seule l'église gothique, dédiée à la Sainte Trinité, date de la première fondation.

## Activités

### Agriculture
Les moines cultivent 30 hectares de terre, essentiellement consacrés aux arbres fruitiers et produisent du miel qu'ils vendent, du vin, des liqueurs de fruits (en particulier de l'eau-de-vie de poire), d'hydromel et de la cire d'abeille.

### Collection d'art
La communauté de Pleterje est propriétaire d'une riche collection de tableaux qui, pour leur sécurité, ont été déposés en prêt permanent pour exposition dans une galerie à Kostanjevica na Krki. Ces œuvres datent des XVIIe et XVIIIe siècles et sont attribuées à des artistes flamands, français, italiens et allemands. Il semble qu'elles proviennent principalement des moines chartreux de Bosserville (Lorraine), qui, contraints de quitter leur monastère (1904), furent hébergés à Pleterje.

### Musées
Le monastère abrite une série de pièces de collection du musée d'histoire locale de Basse-Carniole et, sur une partie de son domaine, se trouve un écomusée typique des constructions slovènes.